# Mario Olinto de Oliveira
Mario Olinto de Oliveira (Porto Alegre, 19 de abril de 1898 – Rio de Janeiro, 27 de março de 1976) foi um médico e acadêmico brasileiro.
Filho de Olinto de Oliveira e Maria Emilia Olinto de Oliveira.
Graduado em medicina pela Faculdade de Medicina do Rio de Janeiro em 1920. Foi eleito membro da Academia Nacional de Medicina em 1958, sucedendo Martinho da Rocha Júnior na Cadeira 45, que tem Olinto de Oliveira como patrono. Era pediatra dos familiares e filhos de Getúlio Vargas.